# Cratere De Morgan

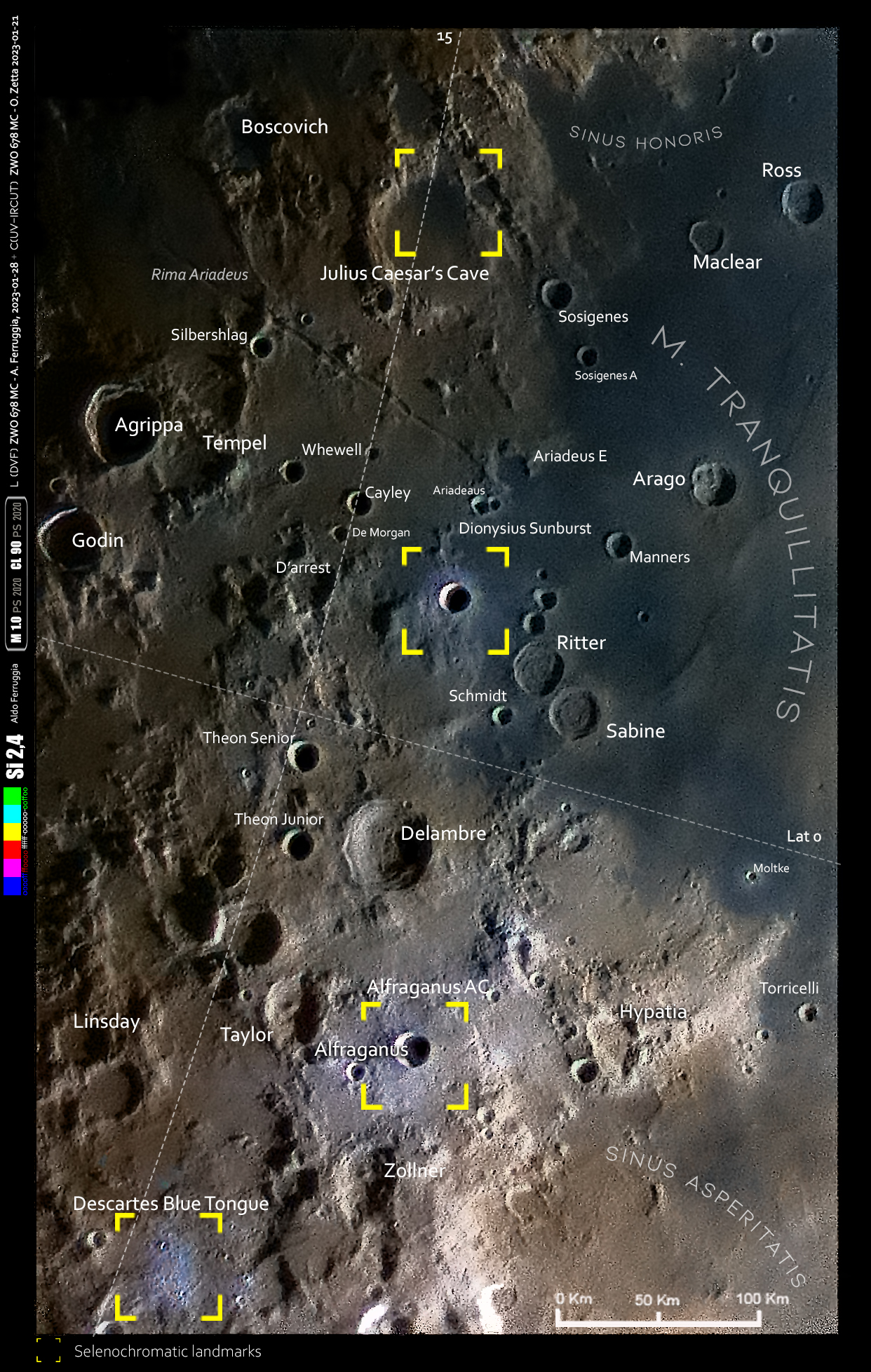
Il cratere con le strutture vicine in una Immagine Selenocromatica(Si)

De Morgan è il nome di un piccolo cratere lunare da impatto intitolato al matematico inglese Augustus De Morgan situato nella regione centrale dell'emisfero rivolto verso la Terra. Esso si trova circa a metà strada tra i crateri D'Arrest, a sud, e Cayley più a nord.
De Morgan è circolare ed ha la caratteristica forma a tazza degli impatti minori. Ha un piccolo pianoro al centro delle digradanti pareti interne.